# Café Jelinek

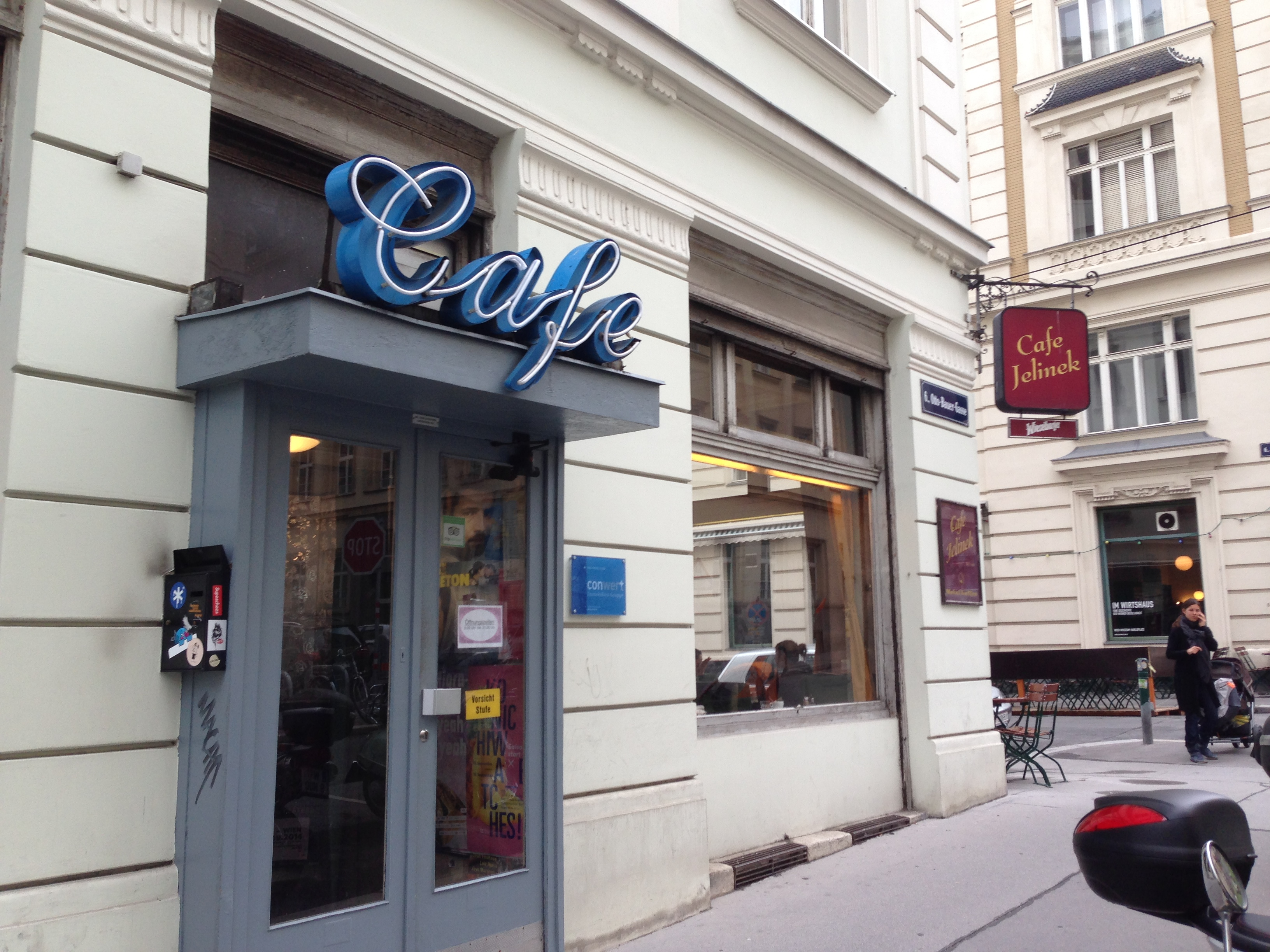
Café Jelinek in Wien-Mariahilf

Das Café Jelinek liegt im 6. Wiener Gemeindebezirk Mariahilf in der Otto-Bauer-Gasse und ist seit 2013 Teil des immateriellen UNESCO-Kulturerbes „Wiener Kaffeehaus“. Seinen Namen hat es von der Familie Jelinek, die das Café im Jahr 1910 eröffnete.

## Geschichte
Von 1988 bis 2003 wurde das Café Jelinek vom Ehepaar Knapp geführt. Diese waren unter anderem dafür bekannt, im Café Apothekermäntel zu tragen. 2004 wurde es von Stephan Schiffner gemeinsam mit seinem Geschäftspartner Manfred Haas, welche das Wiener Beisl Steman gegenüber betreiben, übernommen.
Das Café Jelinek gehört zu den wenigen Wiener Kaffeehäusern, in welchen noch die originale Einrichtung vorhanden ist. Von der langen Historie des Hauses zeugen das original erhaltene Fischgrätparkett, die massiven Marmortische, der denkmalgeschützte schmiedeeiserne Koksofen der Marke American-Heating sowie die grün bezogenen Sitzgelegenheiten. Von vielen Gästen sind Autogrammfotos an den Wänden des oft „kleines Hawelka“ genannten Cafés zu sehen. Das Café Jelinek gilt als ein „Kleinod der Wiener Kaffeehauskultur“.